# Hl. Drei Könige (Garbeck)

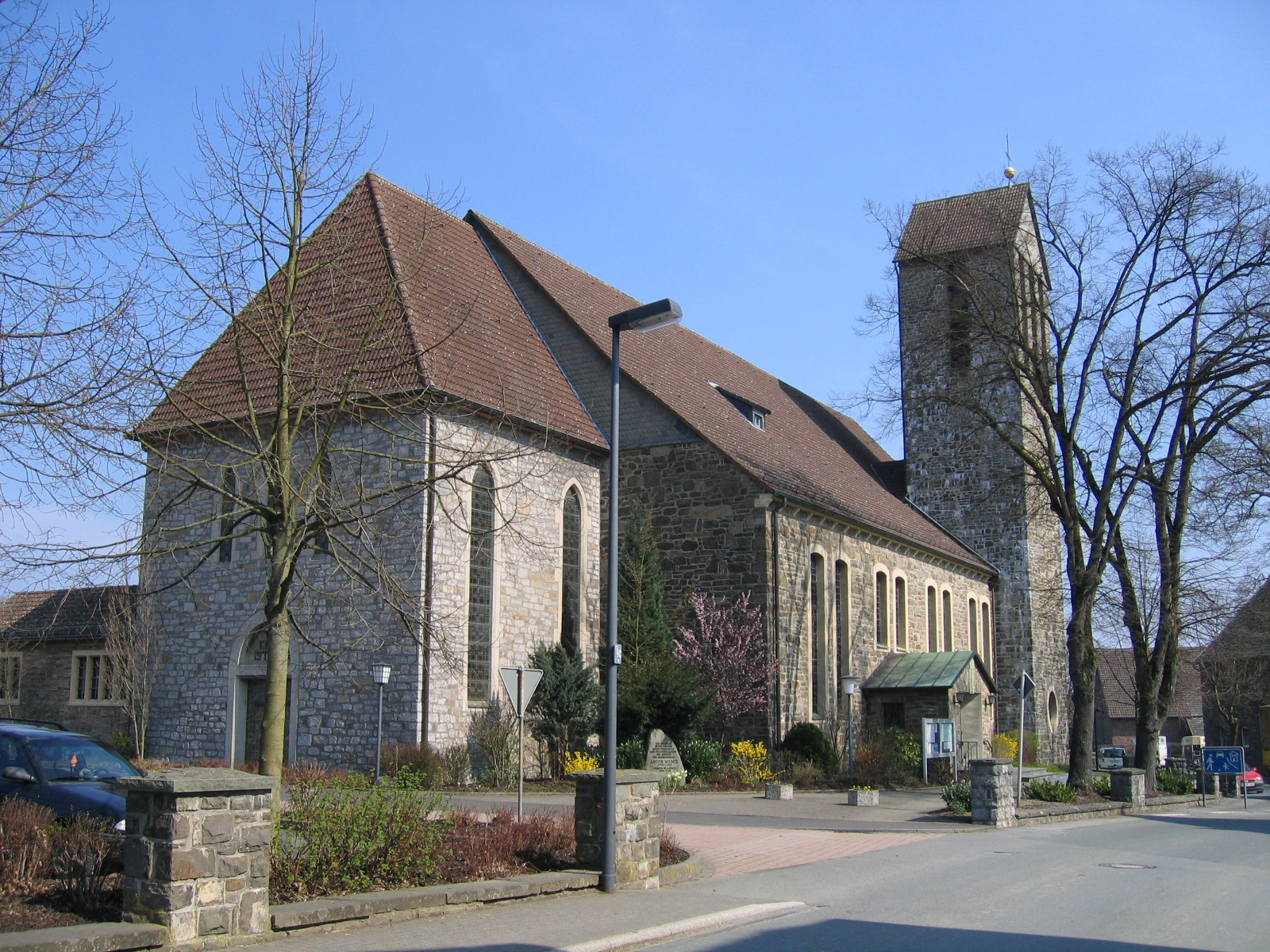
Pfarrkirche Hl. Drei Könige

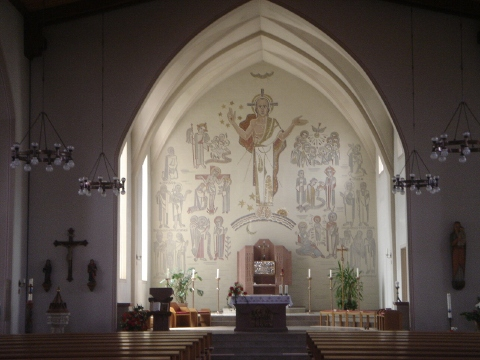
Chorraum

Die römisch-katholische Pfarrkirche Hl. Drei Könige ist ein ortsbildprägendes Kirchengebäude in Garbeck, einem Ortsteil von Balve im Märkischen Kreis (Nordrhein-Westfalen). Die Gemeinde gehört zum Pastoralverbund Balve-Hönnetal.

## Geschichte und Architektur
In Garbeck gab es bereits vor dem 17. Jahrhundert eine Kapelle, die sich an der Karrenstraße etwa am Ort des heutigen Vikar-Freiburg-Platzes befand. Diese war dem wachsenden Dorf Mitte des 19. Jahrhunderts zu klein geraten, die ansässigen Bauern sammelten bereits länger für einen Kirchenneubau. Die Pläne wurden durch einen Besuch des katholischen Bischofs des Bistums Paderborn, Dr. Konrad Martin, belebt. Von ihm stammt die überlieferte Aussage zum Zustand der Kapelle: „Dies ist wirklich der Stall von Bethlehem. Die, die mich beraten sollten, haben mich hintergangen“. Somit kam es zum Bau des aus heutiger Sicht alten Kirchengebäudes.
Das alte Kirchengebäude wurde 1867 nach Plänen des Diözesanbaumeisters Arnold Güldenpfennig errichtet und 1875 fertiggestellt. Nachdem gravierende Baumängel auftraten, wurde zunächst um 1930 der Turm abgebrochen, an seiner Stelle wurde von 1942 bis 1947 ein Anbau angefügt; die Pläne erstellte wohl der Paderborner Dombaumeister Kurt Matern (1884–1968). Die alte Kirche wurde 1952 abgerissen, es blieb nur der Eingangsbau erhalten, der zum neuen Altarraum wurde.
Die neue Kirche wurde von 1952 bis 1953 unter der Leitung von Kurt Matern in Quadermauerwerk gebaut. Die Fensteröffnungen sind in Werkstein gefasst. Der Turm mit einem quer gestellten Satteldach steht seitlich an der Südseite. Der südliche Portalanbau wirkt niedrig. Der Bau ist eine Hallenkirche mit schmalen Seitengängen, die durch spitzbogige Arkaden auf Rechteckpfeilern getrennt sind. Die Holzdecke mit Querbalken ist flach geneigt. Der eingewölbte Chor und das Schiff sind durch einen Spitzbogen getrennt. Die Wände sind durch Spitzbogen- und Segmentbogenfenstern gegliedert. Ein dreiteiliges Giebelfenster ist über der rückseitigen Empore zu sehen. Bernhard Gohla stattete die Rückwand des Altarraumes mit figürlichen Darstellungen in Sgraffito und Mosaik aus. Otto Peters fertigte 1953 die Glasfenster im Schiff an. Die Werkstatt Winkelmann erneuerte 1989 den Tabernakel, den Altar und den Ambo. Bei den Renovierungsarbeiten wurde die Kanzel rechts des Altarraumes entfernt. Ebenso wurden die Chorraumschranken entfernt. Somit wurde die Kirche den Liturgiereformen des Zweiten Vatikanischen Konzils gerecht.